# A cosa serve l'estate
A cosa serve l'estate è un singolo dei cantanti italiani Svegliaginevra e Leo Gassmann, pubblicato il 20 settembre 2024.

## Descrizione
Il brano è scritto dalla stessa cantante con Riccardo Zanotti, il quale ha anche curato la produzione con Marco Paganelli.

## Tracce
Testi di Ginevra Scognamiglio e Riccardo Zanotti, musiche di Ginevra Scognamiglio, Marco Paganelli e Riccardo Zanotti.
1. A cosa serve l'estate – 3:41